# Strada nazionale 24 (Svizzera)
La strada nazionale 24 (N24) è una delle strade nazionali della Svizzera.
La strada collega l'autostrada A2, il maggiore asse nord-sud della Svizzera, con il confine italiano di Gaggiolo. In futuro, quando sarà realizzato il collegamento con il sistema tangenziale di Varese, l'itinerario costituirà un'alternativa al congestionato valico di Chiasso.

## Percorso
| Strada nazionale 24 |        |                                               |
| Tipologia           | Strada | Tratto                                        |
|                     | A24    | Mendrisio (N2) - Stabio est                   |
| -                   | H394   | Stabio est - confine italiano presso Gaggiolo |